# Christian Rosencreutz

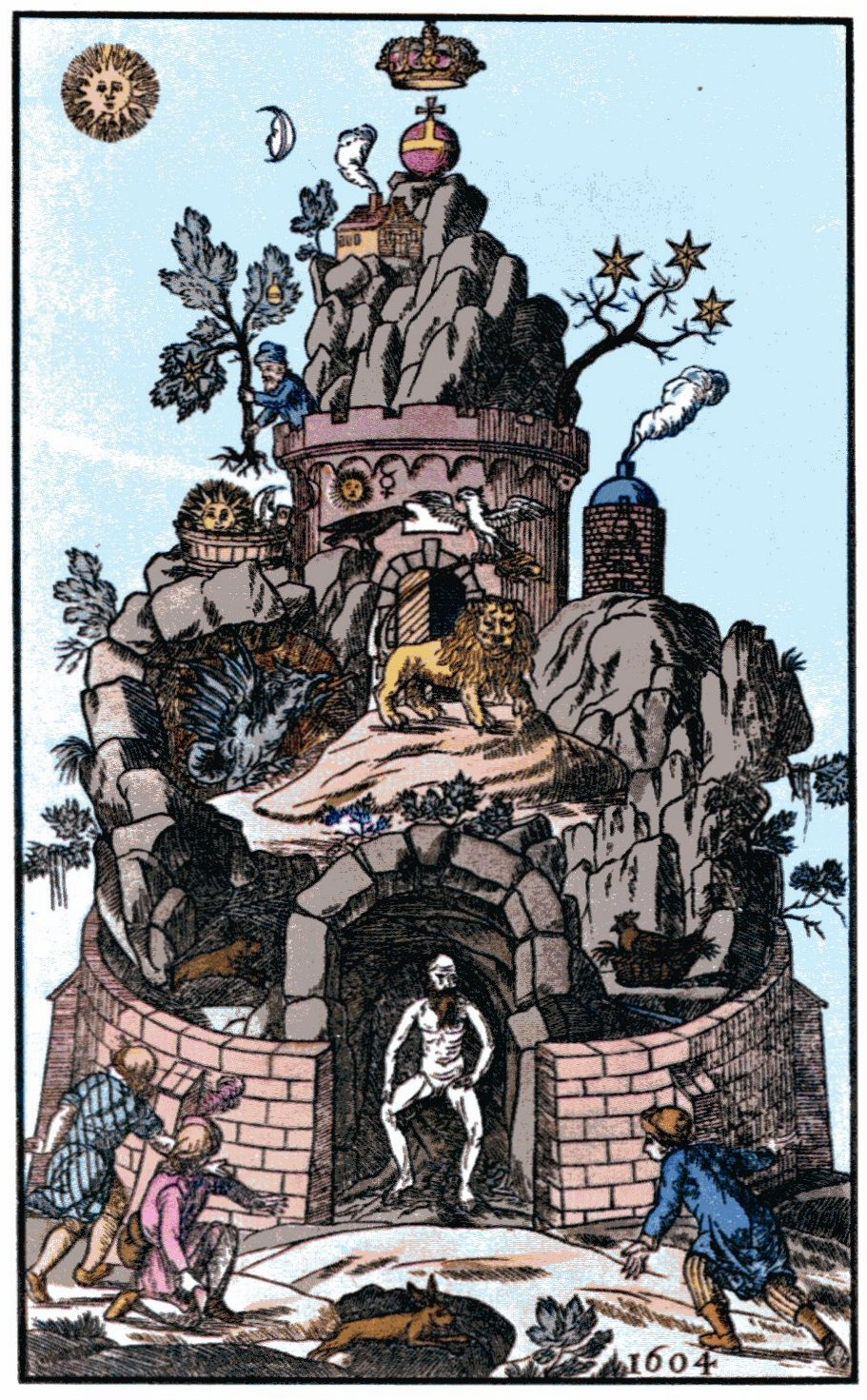
Das Grab Christian Rosenkreuz, dargestellt als „Philosophenberg“. (1604 deutet auf das vorhergesagte Ereignis hin, nicht auf das Veröffentlichungsdatum.)

Christian Rosencreutz, auch Christian Rosenkreutz, Christianus Rosencreutz oder Christian Rosenkreuz, ist eine literarische Figur und Schöpfung des evangelischen Theologen Johann Valentin Andreae. Als literarische Fiktion ist Christian Rosencreutz der Initiator eines – ebenfalls literarischen – Ordens, der zu einer umfassenden Generalreformation der Lebensumstände und der Wissenschaften im christlichen Geist inspirieren sollte.
Bereits die meisten Zeitgenossen Andreaes des 17. Jahrhunderts hielten Rosencreutz jedoch irrtümlich für eine historische Person und Stifter eines ominösen Geheimbundes, in dem man alchimistische oder sogar magische Kenntnisse erwerben könne. In diese Tradition stellte sich schließlich im 18. Jahrhundert der Orden der Gold- und Rosenkreuzer, der Christian Rosencreutz nicht mehr als Ordensstifter sah, sondern nur als einen seiner unsichtbaren Oberen in der Vergangenheit, während der Orden als noch wesentlich älter dargestellt wurde. So wurden „Rosenkreuzer“ zum ersten Mal real sichtbare Personen, nämlich die Mitglieder des Ordens der Gold- und Rosenkreuzer. Die Auffassung von Rosenkreuzern, als einem straff organisierten irdischen Orden, der sich alchimistisch-magisch betätigt, übernahmen 1865 englische Freimaurer und Spiritisten, die die Societas Rosicruciana in Anglia gründeten.
Der Name Christian Rosencreutz wurde zum ersten Mal um 1614 in dem anonymen Werk Allgemeine und General Reformation, der gantzen weiten Welt. erwähnt. Die Fama Fraternitatis erschien erstmals 1614 bei Wilhelm Wessel in Kassel in einem Sammelband, der weitere Traktate enthielt. Bei diesem Traktat handelt es sich um einen Auszug aus einem Werk des italienischen Satirikers Traiano Boccalini (1556–1613), welches ursprünglich 1612 in Venedig erschien. Die darin enthaltene der Fama Fraternitatis beigegebene deutsche Übersetzung stammt von Wilhelm Bidenbach.
Forschungen legen heute die Vermutung nahe, dass diese Schrift und andere (zum Beispiel Confessio Fraternitatis R. C. und Ad Eruditos Europae (lat.; deutsche Ausgabe: Confession oder Bekandnuß der Societet und Brüderschafft R. C. An die Gelehrten Europae), beide Kassel 1615) alle aus einem Tübinger Bekanntenkreis stammen, in dessen Mittelpunkt der württembergische Theologe Johann Valentin Andreae (1586–1654) stand. Auch 1616, in der Chymischen Hochzeit desselben Autors, nahm Rosenkreutz eine zentrale Position ein. Nach diesem Report erfuhr er Prüfungen, Einweihungen, Gefährdungen und wunderbare Errettungen in allegorischen Dichtungen. Schon in den ersten Schriften (frühere Fassungen der Chymischen Hochzeit haben vielleicht schon seit 1604 handschriftlich Verbreitung gefunden) unternahm es Andreae, die esoterische Gemeinschaft durch die Gestalt des legendenumwobenen Rosenkreutz zu personifizieren, der seither die Esoteriker beschäftigt. Bald nach der Herausgabe der Aufsehen erregenden Bücher erklärte Andreae, er habe die Gestalt erfunden.
Rosenkreutz’ dargestellte Ansichten stehen in einer Entwicklungslinie des Neuplatonismus, der Kabbala, Alchemie, des Paracelsismus und eines sich aus dem Geist der Mystik erneuernden protestantischen Christentums und weisen satirische und utopische Merkmale auf.